# Стрічкоязичник
Стрічкоязичник, ремнепелюстник (Himantoglossum)  — рід трав'янистих рослин підтриби Orchidinae триби Orchideae підродини орхідні родини орхідних. Назва походить від грецьких слів «хімас», тобто ремінь і «глосса» — язик. Складається з 12 видів.

## Опис
Загальна висота стебла становить 50-74 см, завтовшки 1 см. Кореневі бульби (2 шт.) невеликі, цільні, овальні. Стебло потужне і високе. Листя поздовжні, переважно приземні, стеблових мало або їх немає. Загалом 4-5 листів. Суцвіття являє собою китицю завдовжки 30-40 см, з 22-24 квіток. Оквітник плівчастий. Приквітники довгі і виходять за межі яєчника.
Квітки великі, чашолистки і пелюстки складені шоломоподібно. Губа дуже велика, трилопатна, з дуже вузькою і довгою середньою лопаттю, яка надрізана, роздвоєна або виїмчаста на кінці, нагадує ремінь. Шпора коротше зав'язі. Колонка пряма. Пильник великий, тупий. Основа лінії із загальним прилипальцем в одній кишеньці. Зав'язь на короткій ніжці, скручена. Квітки мають білувато-зелене забарвлення.

## Екологія
Воліють до сухого ґрунту, пасовищ, розріджених лісів, узбіччя, краї вирубок. Полюбляють напівпритінок. Належить до рослин-геофітів. Листя з'являються восени. В результаті взимку представники цього роду сильно страждають від низьких температур і до початку періоду цвітіння бувають вже сильно пошкоджені морозом. Період цвітіння триває, в залежності від місця розташування з квітня по серпень.

## Використання
Має терапевтичні властивості. Настоянка на цих рослинах посилює потенцію.

## Поширення
Розповсюджено в Європі, Північній Америці, на Кавказі, в Передній Азії, в Ірані, на Аравійському півострові до ОАЕ. Зустрічається в деяких областях північної Африки, на Канарських островах, а також в Палестині й Ізраїлі.

## Види
- Himantoglossum adriaticum H.Baumann
- Himantoglossum calcaratum (Beck) Schltr.
- Himantoglossum caprinum (M.Bieb.) Spreng.
- Himantoglossum comperianum (Steven) P.Delforge
- Himantoglossum formosum (Steven) K.Koch
- Himantoglossum galilaeum Shifman
- Himantoglossum hircinum (L.) Spreng.
- Himantoglossum jankae Somlyay, Kreutz & Óvári
- Himantoglossum metlesicsianum (W.P.Teschner) P.Delforge
- Himantoglossum montis-tauri Kreutz & W.Lüders
- Himantoglossum robertianum (Loisel.) P.Delforge
- Himantoglossum × samariense C.Alibertis & A.Alibertis